# NGC 5247
NGC 5247 est une galaxie spirale intermédiaire située dans la constellation de la Vierge. Sa vitesse par rapport au fond diffus cosmologique est de 1 652 ± 21 km/s, ce qui correspond à une distance de Hubble de 24,36 ± 1,73 Mpc (∼79,5 millions d'al). NGC 5247 a été découverte par l'astronome germano-britannique William Herschel en 1785.
La classe de luminosité de NGC 5247 est II-III et elle présente une large raie HI. La luminosité de la galaxie NGC 5256 dans l'infrarouge lointain (de 40 à 400 µm)  est égale à 1,74 × 1010 {\displaystyle L_{\odot }} (1010,24{\displaystyle L_{\odot }}) et sa luminosité totale dans l'infrarouge (de 8 à 1 000 µm) est de 2,09 × 1010 {\displaystyle L_{\odot }} (1010,32{\displaystyle L_{\odot }}).
À ce jour, huit mesures non basées sur le décalage vers le rouge (redshift) donnent une distance de 9,353 ± 5,205 Mpc (∼30,5 millions d'al), ce qui est loin à l'extérieur des valeurs de la distance de Hubble. Notons que c'est avec la valeur moyenne des mesures indépendantes. Puisque cette galaxie est relativement rapprochée du Groupe local, cette distance est sans doute plus près de sa distance réelle que la distance de Hubble. Notons que c'est avec la valeur moyenne des mesures indépendantes, lorsqu'elles existent, que la base de données NASA/IPAC calcule le diamètre d'une galaxie.

## Morphologie

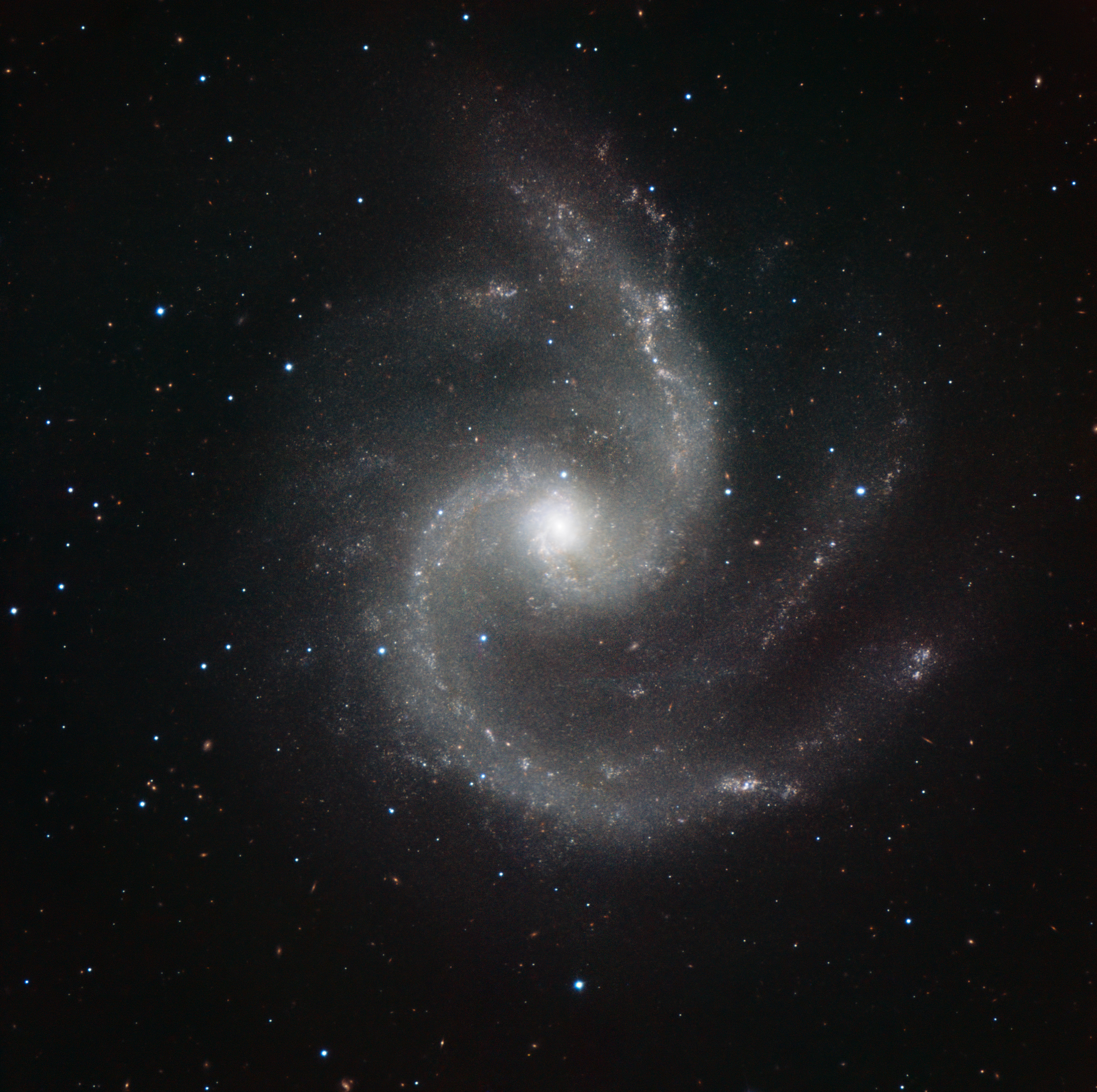
NGC 5247 dans le domaine de l'infrarouge par l'instrument HAWK-1 installé sur le VLT de l'observatoire du Cerro Paranal (Observatoire européen austral).

NGC 5247 a été utilisée par Gérard de Vaucouleurs comme une galaxie de type morphologique SA(s)c dans son atlas des galaxies,.
Eskridge, Frogel et Pogge ont publié un article en 2002 décrivant la morphologie de 205 galaxies spirales ou lenticulaires rapprochées. Les observations ont été réalisées dans la bande H de l'infrarouge et dans la bande B (le bleu). Selon Eskridge et ses collègues, NGC 5247 est une galaxie spirale de type Sc dans la bande B et dans la bande H. Le bulbe central est elliptique et condensé. Il n'y aucune trace de barre. Le disque intérieur de luminosité de surface élevée est à l'origine de deux bras spiraux de grand style et très bien définis. De nombreuses étoiles forment des nœuds le long de leur lignes centrales de crête. Le motif est légèrement asymétrique, car le bras nord est plus ouvert et moins étendu que le bras sud. Les deux bras bifurquent après s'être déployés pendant environ 180°. Au-delà de la bifurcation, les bars secondaires sont beaucoup plus pâles.

### Un disque entourant le noyau
Grâce aux observations du télescope spatial Hubble, on a détecté un disque de formation d'étoiles autour du noyau de NGC 5247. La taille de son demi-grand axe est estimée à 420 pc (~1 370 années-lumière).